# آيت اعمر (آيت ولال بطيط الجنوبية)
آيت اعمر هو دُوَّار يقع بجماعة بطيط، إقليم الحاجب، جهة فاس مكناس في المملكة المغربية. ينتمي الدوّار لمشيخة آيت ولال بطيط الجنوبية التي تضم 3 دواوير. يقدر عدد سكانه بـ 2163 نسمة حسب الإحصاء الرسمي للسكان والسكنى لسنة 2004.

## وصلات خارجية
- البوابة الوطنية للجماعات الترابية
- المندوبية السامية للتخطيط